# Byers (Kansas)
Byers é uma cidade localizada no estado americano de Kansas, no Condado de Pratt.

## Demografia
Segundo o censo americano de 2000, a sua população era de 50 habitantes. 
Em 2006, foi estimada uma população de 49, um decréscimo de 1 (-2.0%).

## Geografia
De acordo com o United States Census Bureau tem uma área de 0,5 km², dos quais 0,5 km² cobertos por terra e 0,0 km² cobertos por água. Byers localiza-se a aproximadamente 612 m acima do nível do mar.

## Localidades na vizinhança
O diagrama seguinte representa as localidades num raio de 28 km ao redor de Byers. 